# Youngiomyces aggregatus
Youngiomyces aggregatus är en svampart som beskrevs av Y.J. Yao 1995. Youngiomyces aggregatus ingår i släktet Youngiomyces och familjen Endogonaceae.   Inga underarter finns listade i Catalogue of Life.